# حدائق كريست-شيرش النباتية
حدائق كريست-شيرش النباتية (Christchurch Botanic Gardens)، هي حدائق نباتية متمركزة في قلب مدينة كريست-شيرش بنيوزيلندا بالتحديد في مدينة كريست-شيرش المركزية. تأسست الحدائق عام 1863 عندما تم زرع شجرة بلوط إنجليزي في التاسع من يوليو من هذا العام للاحتفال بإتمام مراسم الزواج بين الأمير ألبرت والأميرة ألكسندرا من الدانمارك.

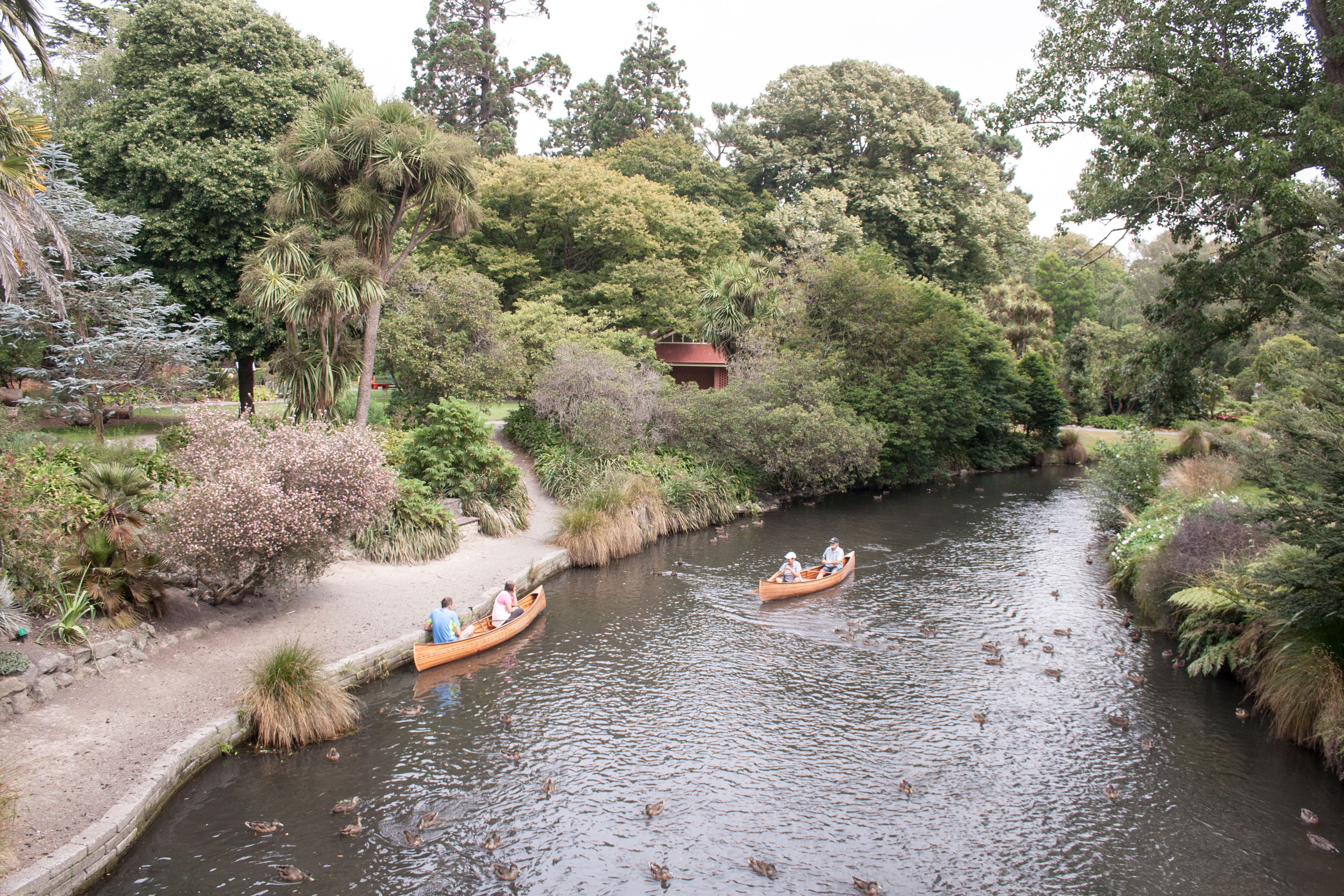
حدائق كريست-شيرش النباتية ، نهر أفون

الحدائق عضو في «الرابطة الأمريكية للحدائق العامة» (American Public Gardens Association) و«مؤسسة انحفاظ الحدائق النباتية الدولية» (Botanic Gardens Conservation International). والمنظمتان مؤسسات غير ربحية تجمع بين الحدائق النباتية في شبكة تعاونية في جميع أنحاء العالم للمحافظة على التنوع البيولوجي للنباتات.
‌